# Francesc Tallada i Forcadell
Francesc Tallada i Forcadell (Alacant, País Valencià, 13 de novembre de 1824 - La Pileta, Margalef, 8 de març de 1873) fou un militar carlí català fill d'una família oriünda d'Ulldecona molt lligada amb el carlisme.

## Primera guerra carlina
Era fill del general carlí Antonio Tallada i Romeu. Als dotze anys ingressà en el batalló carlí 1r de València, com a caporal segon, sent promogut a alferes l'any següent. Seguí Ramon Cabrera i acompanyà amb ell l'expedició de Carles Maria Isidre de Borbó per Aragó, Catalunya, Maestrat i Castella, fins a arribar a les portes de Madrid. Derrotà en 1837 als liberals a les batalles de Torreblanca i Bunyol, i participà a principis de març de 1838 en el Setge de Llucena i la seva partida fou perseguida per les províncies de Múrcia i Albacete, fins a ser desfeta el mes de març de 1838 pel brigadier Amor, i fou derrotat de nou per Emilio Borso di Carminati en la batalla de Xèrica el 15 d'octubre de 1838. El 1838 fou afusellat el seu pare a Chinchilla.

## Segona guerra carlina
Tornà a servir a los ordres de Cabrera durant la Segona guerra carlina, distingint-se en els combats de Tales i Carboneras. En acabar aquella campanya, emigrà a França, tornant a prendre les armes el 1848, i al front de 40 homes sorprengué la guarnició de Salines d'Amposta, i amb les armes d'aquells soldats equipà fins a 100 voluntaris. Passà l'Ebre per unir-se a les forces de Tristany, ascendint a capità el 1849 pels mèrits contrets en les accions d'Avinyó i Les Planes.
Fou ferit greument a Sant Llorenç dels Piteus i acabada aquella campanya es retirà a Tortosa.

## Tercera guerra carlina
El 1872 sortí a guerrejar de bell nou en favor de Carles VII. Unit a les forces del coronel Francesc Vallès Roselló, va prendre part en l'acció de Pobleta de la Granadella (avui Bellaguarda) en què Vallès fou ferit, prenent llavors Tallada el comandament de les tropes.
Va combatre contra els republicans a Margalef, Cardó i la Palma; feu una incursió a la província de Lleida, i malgrat veure's perseguit per quatre columnes enemigues el 6 de desembre de 1872 a Móra d'Ebre, el 8 del mateix mes es presentà a l'Ermita de la Providència, entrant després a Montblanc i la Selva del Camp.
Desarmà als voluntaris republicans de Riudecols i d'el Perelló. En la batalla de la Pileta, el 8 de març de 1873, fou ferit d'un tret de bala i morí, quan Carles VII acabava d'atorgar-li el grau de general de brigada.